# تیسبوری، ویلتشر
latitudeتیسبوری، ویلتشرlongitudeتیسبوری، ویلتشر
تیسبوری، ویلتشر (به انگلیسی: Tisbury, Wiltshire) یک شهرک در بریتانیا است که در انگلستان واقع شده‌است.

## خصوصیات
تیسبوری ۲٬۰۵۶ نفر جمعیت دارد.